# Papilio sataspes
Papilio sataspes là một loài bướm thuộc họ Bướm phượng (Papilionidae). 
Loài Papilio sataspes được mô tả năm 1865 bởi Felder et Felder. Loài bướm Papilio sataspes sinh sống ở .

## Hình ảnh

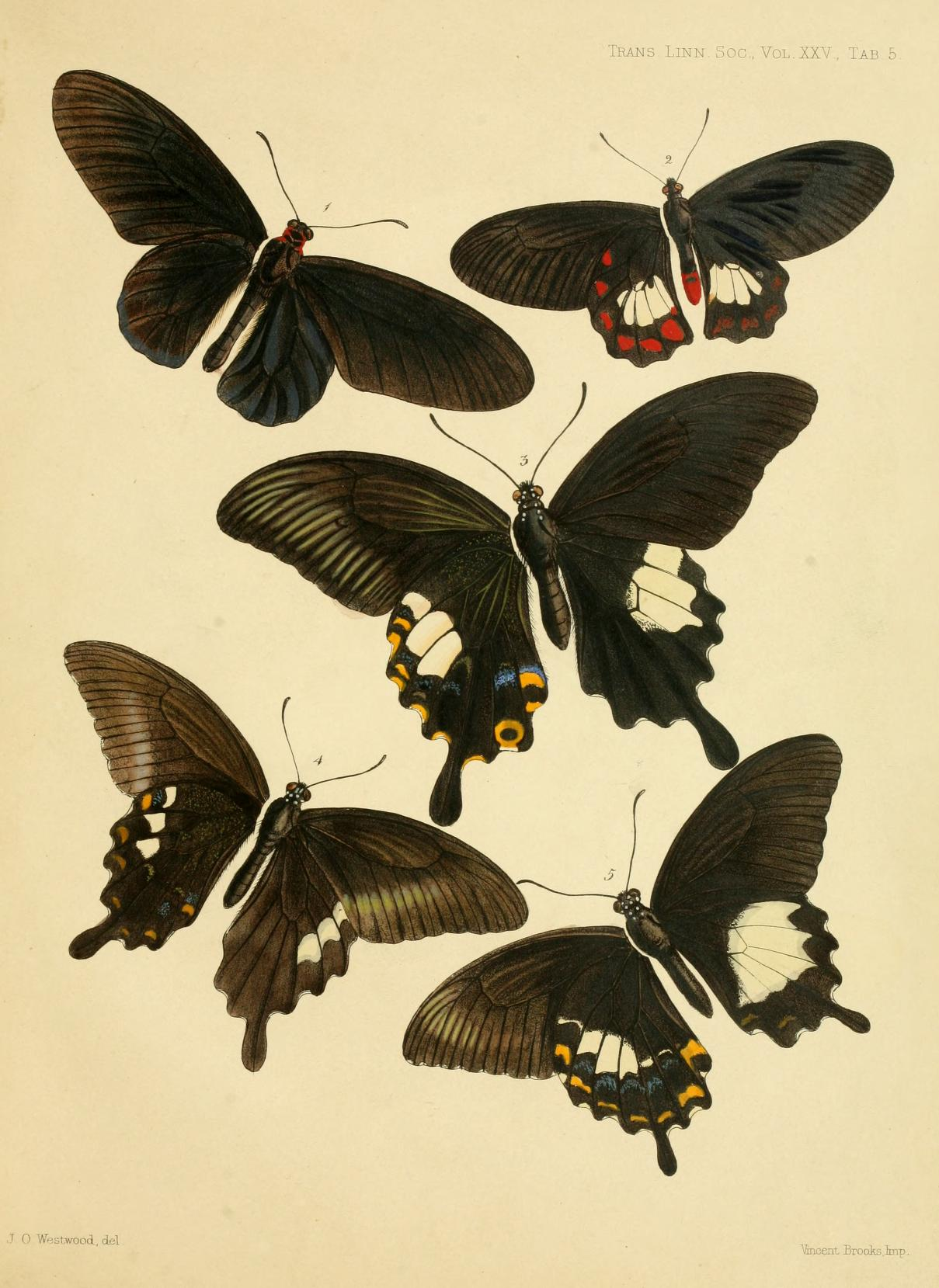